# Папски легат
Папски легат или апостолски легат (од староримске титуле legatus) лични је представник папе у страним државама или неком дијелу Католичке цркве. Овлашћен је за питање католицизма и за рјешавање еклисиолошких питања.
Легата поставља непосредно папа — епископ Рима и глава Католичке цркве. Дакле, легат се обично шаље влади, суверену или великом броју вјерника (као што је национална црква) или да преузме одговорност за велики религијски напор, као што је васељенски сабор, крсташки поход на Свету земљу или чак против јеретика као што су Катари.
Израз легација се примјењује и на мандат легата и територију одговорности (као што је држава или црквена покрајина).